# رافاييل نادال في 2007

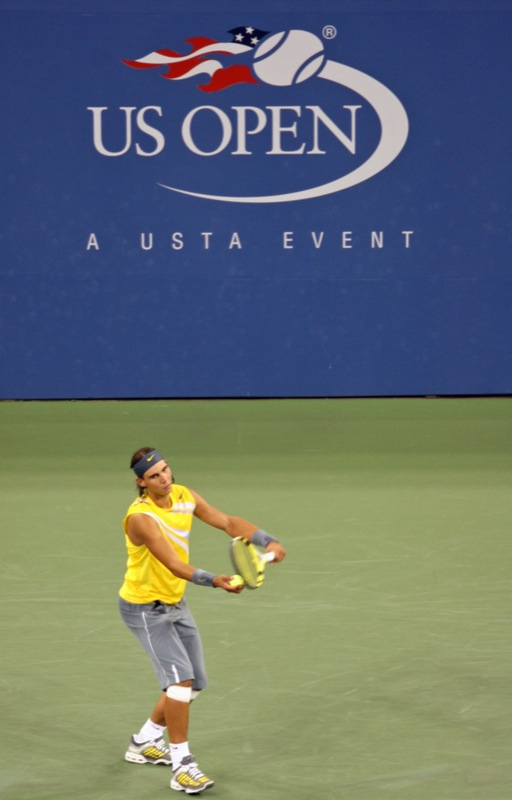

بدأ موسم رافاييل نادال لعام 2007 في تاريخ 1 يناير.

## تشيناي
وصل نادال للدور ربع النهائي وخسر أمام اللاعب البلجيكي اكزافييه ماليس.

## سيدني
في بطولة سيدني انهزم نادال في الدور الأول.

## أستراليا المفتوحة
خسر في الدور نصف النهائي من بطولة أستراليا المفتوحة أمام منافسه فيرناندو غونزاليس.

## دبي
في بطولة دبي خسر نادال ضد منافسه الروسي ميخائيل يوجني في الدور ربع النهائي.

## انديان ويلز
فاز لأول مرة في بطولة انديان ويلز أمام نوفاك دجوكوفيتش.

## ميامي
في بطولة ميامي خسر نادال ضد منافسه في نهائي انديان ويلز نوفاك دجوكوفيتش.

## مونتي كارلو
كان أكثر نجاحا نسبيا بعد عودته إلى أوروبا للعب خمس بطولات على الملاعب الترابية. حيث فاز في بطولة مونت كارلو على غريمه روجر فيدرير.

## برشلونة
في برشلونة حصد نادال اللقب بفوزه على غييرمو كانياس من الأرجنتين.

## روما
في بطولة روما حصد نادال اللقب بعد فوزه على التشيلي الذي أخرجه في أستراليا فيرناندو غونزاليس.

## هامبورغ
خسر نادال أمام روجر فيدرير في المباراة النهائية لدورة هامبورغ للماسترز. وبهذه الهزيمة انهى فيدرير سلسلة انتصارات نادال التي وصلت إلى 81 مباراة متتالية على الملاعب الترابية، وهو رقم قياسي لللاعبين الذكور في العصر المفتوح لمرات الفوز المتتالية على سطح واحد.

## فرنسا المفتوحة
عاد نادال ليفوز ببطولة فرنسا المفتوحة للسنة الثالثة على التوالي، حيث فاز على فيدرير مرة أخرى في المباراة النهائية.

## معركة الأسطح
بين البطولات في برشلونة وروما، قام نادال بهزيمة فيدرير في «معركة الأسطح» وهي مباراة استعراضية أُقيمت في مايوركا، إسبانيا، على ملعب تنس نصفه ترابي ونصفه عشبي.

## كوينز
لعب نادال بطولة أرتوا في لندن للسنة الثانية على التوالي. وكما حدث في عام 2006، هُزم نادال في الدور ربع النهائي.

## ويمبلدون
فاز نادال بميارتين على التوالي بخمس مجموعات خلال الجولتين الثالثة والرابعة من بطولة ويمبلدون 2007، قبل تعرضه للهزيمة من فيدرير في النهائي بخمس مجموعات. حيث كانت أول مباراة يلعبها فيدرير بخمس مجموعات في بطولة ويمبلدون منذ عام 2001.

## شتوتغارت
فاز نادال بكأس مرسيدس على الملاعب الترابية في شتوتغارت، وقد كان هذا لقبه الأخير لهذه السنة.

## كندا
وصل للدور قبل النهائي في بطولة الماسترز كأس روجرز في مونتريال.

## سينسيناتي
خسر مباراته الأولى في بطولة سينسيناتي الواقعة بولاية أوهايو.

## أمريكا المفتوحة
صُنف الثاني في بطولة الولايات المتحدة المفتوحة لكنه هُزم في الدور الرابع من ديفيد فيرير.

## مدريد
بعد أشهر طويلة من انقطاعه عن التنس، لعب نادال في بطولة موتوا مدريد للماسترز في مدريد وخسر فيها أمام اللاعب توماس بيرديتش.

## باريس
في بطولة الماسترز بي باريبا في باريس. هزمه ديفيد نالبانديان في الدور النهائي.

## كأس الماسترز
فاز نادال باثنين من ثلاث مباريات في تصفيات بطولة كأس الماسترز للتنس في شنغهاي ليتأهل إلى الدور نصف النهائي، حيث هزمه فيدرير 6-4 و6-1.